# Sigurno mjesto
Sigurno mjesto (internationaler englischsprachiger Titel Safe Place) ist ein Filmdrama von Juraj Lerotić, das im August 2022 beim Locarno Film Festival seine Premiere feierte und Anfang November 2022 in die kroatischen Kinos kam. Es handelt sich bei Sigurno mjesto um Lerotićs Spielfilmdebüt. Der Film spielt an einem Tag. Der Regisseur verarbeitete darin eigene Erfahrungen in seinem Leben nach dem Selbstmord seines Bruders. Die kroatisch-slowenische Koproduktion wurde von Kroatien als Beitrag für die Oscarverleihung 2023 als bester Internationaler Film eingereicht.

## Handlung

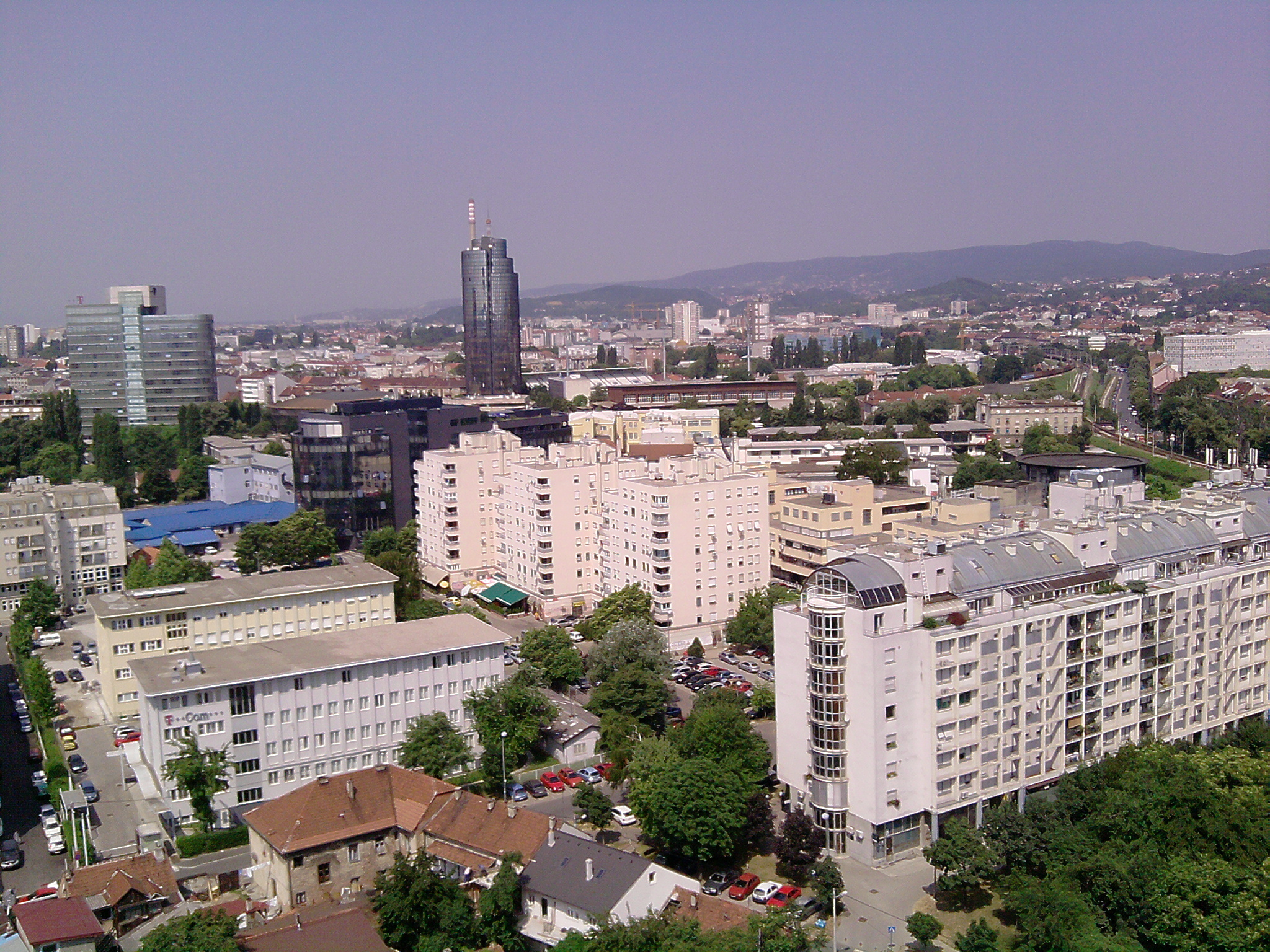
Brunos Bruder Damir lebt in Zagreb

Als Damir in seiner Zagreber Wohnung einen Selbstmordversuch unternimmt, ist sein älterer Bruder Bruno gerade noch rechtzeitig zur Stelle, um ihn zu retten. Bruno ist zu ihm geeilt, als er bei einem Telefonat bemerkte, dass etwas mit seinem Bruder nicht stimmt, und hat die Wohnungstür aufgebrochen. Polizei und Rettungsdienst sind schnell vor Ort, und mit Schnittverletzungen an Handgelenk und Hals wird Damir ins Krankenhaus eingeliefert. Zusammen mit ihrer Mutter kümmert sich Bruno in ihrer Heimatstadt Split um die verletzte Seele. Doch dort unternimmt der psychisch kranke Damir zwei weitere Selbstmordversuche.
In Wirklichkeit konnte Bruno seinen Bruder jedoch nicht retten.

## Produktion

### Filmstab, Besetzung und Dreharbeiten
Regie und Drehbuch des Films stammen von Juraj Lerotić, der auch als Hauptdarsteller in der Rolle von Bruno zu sehen ist. An seiner Seite spielen Goran Marković dessen Bruder Damir und Snježana Sinovčić Šiškov deren Mutter. Die Produzentin des Films ist Miljenka Čogelja. 
Der aus Split stammende Regisseur verarbeitete im Drehbuch seines Debütfilms eine Tragödie, die sich in seiner Familie wirklich ereignete, den Suizid seines Bruders. Lerotić studierte Vorschulpädagogik und Theologie und ist Absolvent der Zagreber Akademie für dramatische Künste.
Die Dreharbeiten fanden in Lerotićs Heimatstadt Split und in Zagreb statt. Als Kameramann fungierte Marko Brdar.

### Veröffentlichung
Die erste Vorstellung erfolgte am 11. August 2022 beim Locarno Film Festival. Im Oktober 2022 wurde er beim Internationalen Filmfestival Warschau gezeigt. Der Kinostart in Kroatien erfolgte am 3. November 2022. Ebenfalls im November 2022 wurde er beim Ljubljana International Film Festival und beim Filmfestival Cottbus gezeigt. Im Januar 2023 wurde er beim Internationalen Film Festival Rotterdam vorgestellt und Anfang März 2023 beim Miami Film Festival. Anfang April 2023 erfolgten Vorstellungen im Rahmen der Reihe New Directors / New Films, einem gemeinsamen Filmfestival des New Yorker Museum of Modern Art und der Film Society of Lincoln Center. Ende April, Anfang Mai 2023 wurde er beim Filmfestival Crossing Europe gezeigt und Anfang Mai 2023 beim portugiesischen Independentfilmfestival IndieLisboa. Im Juni 2023 wurde er beim Internationalen Filmfestival Shanghai und beim Mediterrane Film Festival gezeigt. Im Juli 2023 erfolgten Vorstellungen beim Jerusalem Film Festival.

## Rezeption

### Kritiken
Ambrož Pivk von icsfilm.org schreibt, der Film sei scharf in seiner Kritik, lasse aber auch Raum für Reflexion, und soziale Kommentare seien ein wesentlicher Bestandteil von Safe Place. Goran Marković liefere eine exquisite Leistung ab, der Vieles über sich allein durch den Ausdruck in seinen Augen vermittele. Safe Place berühre eine Frage, die mit psychischen Erkrankungen und Suizidversuchen untrennbar verbunden ist, der nach dem „Warum?“, so Pivk. Es liege in der Natur des Menschen, nach Antworten zu suchen, aber in einer Situation wie dieser sei das „Warum“ eine eigennützige Frage, und der Film beantworte diese auch nicht. Eine große Stärke des Films sei seine Mehrdeutigkeit, und Juraj Lerotić vermeide geschickt große Aussagen oder Schlussfolgerungen. So könne der Zuschauer zu jedem Aspekt des Films seine eigenen Schlüsse ziehen. Der Regisseurs lasse in seinem Film immer wieder ein Gefühl von Klaustrophobie aufkommen. Kameramann Marko Brdar nutze hierfür die erstickenden Innenräume von Krankenhäusern und Polizeistationen sowie die kroatische Stadtarchitektur, deren triste Farben den allgemeinen Look des Films prägen.

### Auszeichnungen
Sigurno mjesto wurde von Kroatien als Beitrag für die Oscarverleihung 2023 in der Kategorie Bester Internationaler Film eingereicht. Sigurno mjesto befindet sich zudem in der Vorauswahl zum Europäischen Filmpreis 2023. Im Folgenden eine Auswahl von Nominierungen und Auszeichnungen.
Beijing International Film Festival 2023
- Nominierung in der Official Selection of Forward Future Section[16]

Crossing Europe 2023
- Nominierung im Competition Fiction
- Auszeichnung mit dem Publikumspreis im Competition Fiction[9][17]

Europäischer Filmpreis 2023
- Nominierung als European Discovery / Prix FIPRESCI (Juraj Lerotić)

Festival of Slovenian Film 2023
- Auszeichnung für die Beste Kamera (Marko Brdar)[18]

Filmfestival Cottbus 2022
- Auszeichnung als Bester Film im Wettbewerb (Juraj Lerotic)[19]

Film Festival Oostende 2023
- Nominierung als Bester Film im SOON!-Competition[20]

Goya 2024
- Nominierung als Bester europäischer Film

IndieLisboa 2023
- Nominierung im internationalen Wettbewerb für den Großen Preis der Stadt Lisabon (Juraj Lerotic)[10]

Internationales Filmfestival Warschau 2022
- Nominierung im Wettbewerb Crème de la Crème (Juraj Lerotić)[21]

Jerusalem Film Festival 2023
- Auszeichnung als Bester Film im First Feature Competition (Juraj Lerotić)[13]

Locarno Film Festival 2022
- Auszeichnung als Bester Nachwuchsregisseur – Filmmakers of the Present (Juraj Lerotić)
- Auszeichnung als Bester Schauspieler – Filmmakers of the Present (Goran Marković)
- Auszeichnung als Bester Debütfilm (Juraj Lerotić)
- Nominierung für den Goldenen Leoparden – Filmmakers of the Present (Juraj Lerotić)

Mediterrane Film Festival 2023
- Auszeichnung für die Beste Regie (Juraj Lerotić)[12]

Miami Film Festival 2023
- Nominierung für den Jordan Ressler First Feature Award[7]

Pula Film Festival 2023
- Auszeichnung mit der Goldenen Arena für die Beste Regie (Juraj Lerotić)
- Auszeichnung als Bester Hauptdarsteller (Goran Marković)
- Auszeichnung für die Beste Kamera (Marko Brdar)[22]

Sarajevo Film Festival 2022
- Auszeichnung als Bester Film mit dem Heart of Sarajevo (Juraj Lerotić)
- Auszeichnung als Bester Schauspieler (Juraj Lerotić)[23]

Sofia International Film Festival 2023
- Auszeichnung mit dem Preis der bulgarischen Filmkritikervereinigung (Juraj Lerotić)[24]